# Charles Duclerc
Pour les articles homonymes, voir Duclerc.
Charles Théodore Eugène Duclerc, né le 9 novembre 1812 à Bagnères-de-Bigorre et mort le 21 juillet 1888 à Paris, est un homme politique français.

## Origines et formation (1812-1848)
Duclerc commence ses études à Dax, à Saint-Sever puis au collège Bourbon à Paris. Engagé comme correcteur au journal Le Bon Sens en 1836, il entame alors une carrière dans le journalisme en devenant rapidement rédacteur. Collaborateur à la Revue du Progrès à partir de 1838, il y acquiert une réputation de spécialiste des questions économiques et financières et est engagé au National pour rédiger les rubriques dans ces domaines de 1840 à 1846. Dans le même temps, il participe à la réalisation du Dictionnaire politique, publié en 1842, avec deux figures du mouvement républicain, Laurent-Antoine Pagnerre et Étienne Garnier-Pagès (qui en rédige l'introduction avant sa mort en 1841). En 1846, il entreprend avec Louis-Antoine Garnier-Pagès, frère d'Étienne dont il devient un proche, une Histoire politique et financière de la France depuis Henri IV jusqu'à nos jours.

## Première participation politique: révolution de 1848 etIIeRépublique (1848-1851)
Sa proximité avec les milieux républicains lui permet d'occuper, pour la première fois, des postes à responsabilité politique après la révolution de 1848. Adjoint au maire de Paris, qui n'est autre que son ami Garnier-Pagès, du 25 février au 7 mars 1848, il suit ce dernier, nommé ministre des Finances du Gouvernement provisoire de Jacques Charles Dupont de l'Eure, en tant que sous-secrétaire d'État du 7 mars au 9 mai 1848.

### Ministre des Finances
Élu député des Landes aux élections législatives du 23 avril 1848 (arrivé 4e sur 7 avec 36 299 voix dans le département), il succède à son mentor en tant que ministre des Finances à partir du 11 mai 1848 dans la commission exécutive de François Arago. À ce poste, il s'oppose notamment à la création du papier-monnaie et tente, en vain, de négocier pour réconcilier insurgés et gouvernement lors des journées de Juin. Hostile à leur répression, il refuse de participer au gouvernement d'état d'urgence du général Cavaignac pour ne pas y être associé.

### Député républicain modéré
Il siège ensuite à gauche à la Constituante, et est membre du comité des Finances. Fermement libéral et modéré, il s'oppose tant aux socialistes ou proudhoniens qu'aux conservateurs et vote notamment contre la proposition du 31 juillet 1848 de Pierre-Joseph Proudhon de réorganisation de la société (rejetant notamment le principe de propriété privée et appelant à développant l'idée d'une société mutualiste), contre les poursuites contre Louis Blanc (progressiste organisateur des Ateliers nationaux que la majorité tente alors de rendre responsable des journées de Juin) et Marc Caussidière (lui aussi figure de la révolution de 1848 devenu préfet de Paris, limogé après la manifestation du 15 mai 1848 puis que les conservateurs tentent également de poursuivre pour les journées de Juin), contre l'« amendement Grévy » du 7 octobre 1848 (qui tentait d'empêcher l'élection du président de la République au suffrage universel direct, Duclerc se montre donc favorable à ce dernier), contre le droit travail défendu par le progressiste Alexandre Ledru-Rollin le 11 septembre 1848 (et qui prévoyait d'établir constitutionnellement un « double » droit à l'assistance sociale et au travail, présenté par ses détracteurs comme « socialiste ») et contre la proposition de janvier 1849 du député conservateur Pierre Rateau fixant une date (le 29 mars) pour la dissolution de la Constituante et la convocation de l'élection de la nouvelle Assemblée nationale législative établie par la constitution de la IIe République (que les conservateurs et monarchistes, alors minoritaires, voulaient hâter pour bénéficier de l'élan populaire suscité par l'élection à la présidence de la République de Louis-Napoléon Bonaparte, avec qui ils se sont alliés pour former le gouvernement, et ainsi obtenir une majorité),,,.

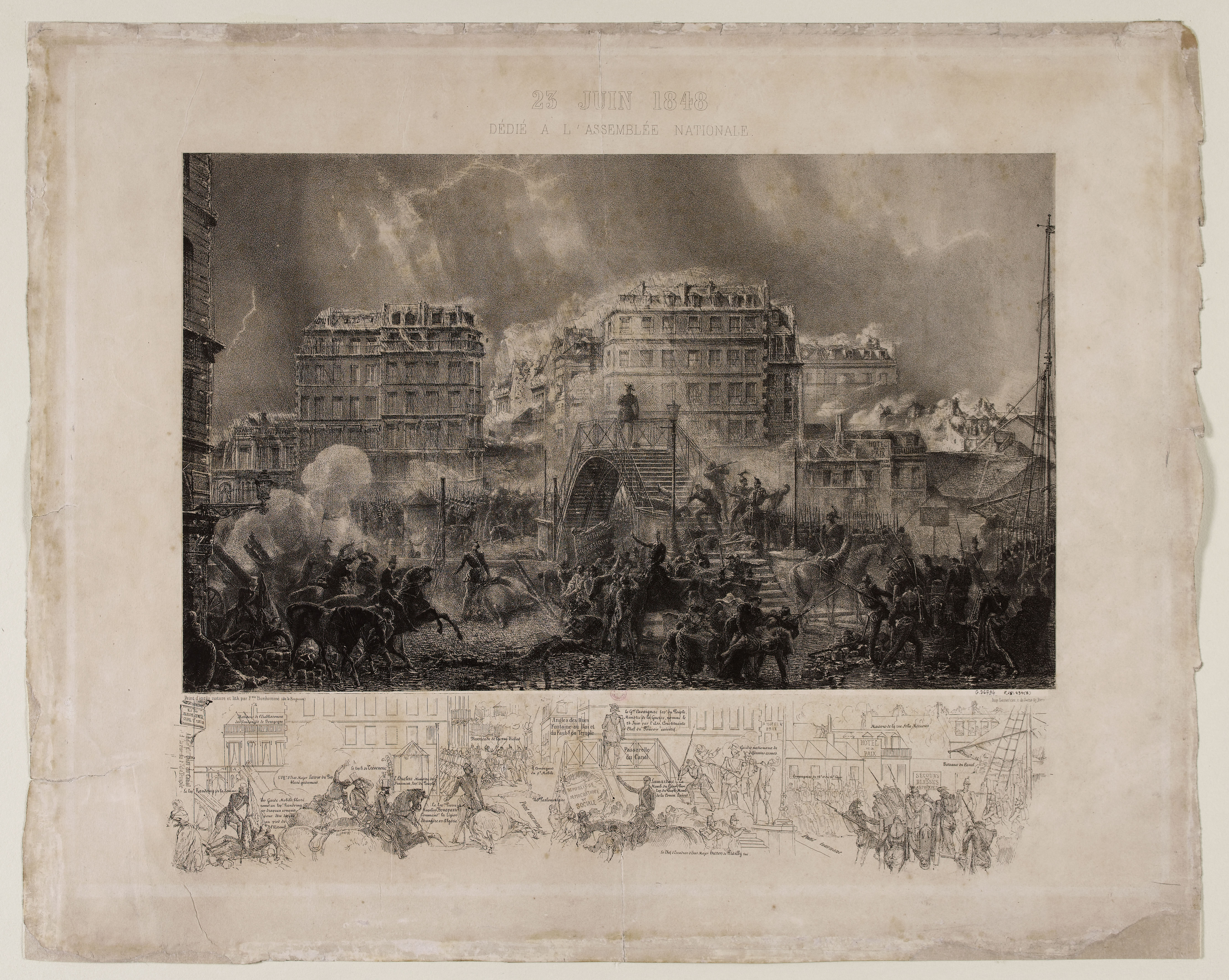
Journée du 25 juin 1848. Lithographie d'après une œuvre de l'artiste Ignace-François Bonhommé. Coiffé d'un chapeau haut-de-forme, Charles Duclerc est représenté à gauche de la composition, à cheval. Son cheval se cabre. Œuvre conservée au Musée Carnavalet.

## Retrait de la vie politique (1851-1870)
Charles Duclerc semble toutefois se mettre en retrait progressif de la scène politique, est souvent absent lors des séances et ne prend part qu'à certains votes. N'étant pas réélu lors des législatives du 13 mai 1849 marquée par une forte victoire du parti de l'Ordre, il tente de se représenter à l'élection partielle organisée le 11 mai 1851 après le décès de l'un des députés landais Frédéric Bastiat, il est battu par le conservateur et ancien général Antoine Simon Durrieu par 10 052 voix contre 17 802. Il se retire ensuite en Espagne où il se lance dans les affaires industrielles.
Il est notamment administrateur de la Société de canalisation de l'Èbre, puis directeur du Crédit mobilier espagnol (es) (principal actionnaire de la Compañía de los Caminos de Hierros del Norte, l'une des plus importantes lignes de chemin de fer de la péninsule, fondée en décembre 1858). Sollicité à plusieurs reprises pour être candidat au Corps législatif sous le Second Empire, il refuse à chaque fois. À la chute de Napoléon III, le 4 septembre 1870, il est déjà revenu en France, résidant à Bayonne, et sa carrière politique est relancée par le rétablissement de la IIIe République.

## Seconde participation politique: les débuts de laIIIeRépublique (1870-1888)

### Chef de la Gauche républicaine parlementaire dans la marche vers laIIIeRépublique (1870-1875)
Dès le 20 décembre 1870, il est nommé par le Gouvernement de la Défense nationale du général Louis Jules Trochu président de la commission de vérification des comptes des ministres. Lors des élections à l'Assemblée nationale le 8 février 1871, il est élu député à la fois (étant possible d'être candidat dans plusieurs départements) second sur six dans les Landes (avec 42 675 voix, soit 77,73 % des votants et 50,56 % des inscrits) et cinquième sur neuf dans les Basses-Pyrénées (par 44 758 suffrages, 73,31 % des votants et 40,53 % des inscrits). Il choisit finalement cette dernière circonscription pour siéger. Fort du prestige conféré par le fait qu'il soit l'un des derniers vétérans de la révolution de 1848 et des premiers gouvernements de la IIe République aux côtés de Jules Grévy, Lazare Hippolyte Carnot, Adolphe Crémieux ou Jules Simon, il prend la présidence du groupe parlementaire de la Gauche républicaine (minoritaire).
Il vote alors contre les préliminaires de paix avec la Prusse le 1er mars 1871 (et s'oppose donc à l'annexion par le nouvel empire d'Allemagne de l'Alsace-Lorraine), contre la proposition d'Alfred Giraud (finalement votée le 8 juin 1871 par la majorité légitimiste et orléaniste) d'abroger les lois d'exil de 1832 (bannissement perpétuel et déchéance des droits civils de la famille de Charles X, donc des Bourbons) et de 1848 (bannissement perpétuel de la famille de Louis-Philippe Ier, donc de la maison d'Orléans), pour le pouvoir constituant de l'Assemblée (et donc la loi Rivet du 31 août 1871 permettant de mettre en place des institutions républicaines provisoires, comme la présidence de la République confiée à Adolphe Thiers), pour la proposition du 3 février 1872 (rejetée) du retour du Parlement (réfugié à Versailles depuis l'éclatement de la Commune en 1871) à Paris, contre l'acceptation de la démission de la présidence de la République d'Adolphe Thiers (poussé à se retirer par la majorité monarchiste à la suite de sa prise de position officielle en faveur de la République) le 24 mai 1873, contre l'arrêté du 24 juin 1873 du préfet du Rhône Joseph Ducros interdisant les enterrements civils (qui a opposé les républicains partisans de la laïcité, dont Duclerc — qui s'était pourtant abstenu, et n'avait donc pas voté contre, lors du vote sur les prières publiques le 16 mai 1871 — et la majorité conservatrice et cléricale), contre le projet de loi (adopté) fixant la durée du mandat du président de la République (maintenant le monarchiste Patrice de Mac Mahon) à sept ans (le « septennat »), contre le maintien de l'état de siège le 4 décembre 1873, contre la confiance au gouvernement d'ordre moral de l'orléaniste Albert de Broglie qui chute ainsi le 16 mai 1874, pour l'amendement Wallon du 30 janvier 1875 établissant l'élection du président de la République par l'Assemblée nationale (c'est-à-dire les deux chambres du Parlement français), pour celui de Pascal Duprat (quant à lui rejeté) du 11 février 1875 proposant l'élection du Sénat au suffrage universel direct et finalement pour les trois lois constitutionnelles de 1875 (des 24 et 25 février et du 16 juillet) instaurant la IIIe République. Il est nommé vice-président de l'Assemblée nationale constituante le 15 mars 1875.

### Un sénateur inamovible (1875-1882)
Après l'instauration de la nouvelle Assemblée nationale bicamérale, il fait partie des 75 premiers sénateurs inamovibles élus le 10 décembre 1875 par les parlementaires, en 5e position avec 366 voix sur 690 votants. Toujours fermement ancré à gauche, élu vice-président du Sénat le 16 mars 1876 il s'oppose avec force au nouveau ministère du duc Albert de Broglie (formé du 17 mai au 19 novembre 1877 par des monarchistes alors que ceux-ci sont désormais minoritaires au Parlement) et vote, le 22 juin 1877, contre la dissolution de la Chambre des députés voulue par le président Mac-Mahon pour prendre le dessus dans son opposition avec le Parlement. Il est président de la commission de surveillance de la Caisse des dépôts et consignations de 1876 à 1888.
Après la victoire définitive des républicains aux élections législatives d'octobre 1877, il s'inscrit dans la mouvance des modérés (ou « opportunistes »), à l'instar d'une grande partie de la Gauche républicaine. Concernant sa circonscription, il dépose en février 1880 une proposition de loi tendant à la création d'un canal maritime entre Bordeaux et Bayonne.

### Président du Conseil (1882-1883)
Bien qu'il ne soit pas réellement une personnalité républicaine du premier plan, le président de la République Jules Grévy, à une époque de forte rivalité entre les grandes figures du camp modéré, le choisit comme président du Conseil du 7 août 1882 au 28 janvier 1883, poste qu'il cumule avec celui de ministre des Affaires étrangères dans son gouvernement. Le contexte est alors marqué par la question égyptienne qui a provoqué la chute de ses deux prédécesseurs Léon Gambetta et Charles de Freycinet. Ceux-ci n'étaient pas parvenu à convaincre l'aile gauche du parti républicain (conduite par Georges Clemenceau) de voter des crédits pour l'envoi d'un corps expéditionnaire franco-britannique au Proche-Orient afin de réprimer la révolte d'Ahmed Urabi qui menaçait depuis 1881 les intérêts des deux nations européennes qui se partageaient depuis 1879 le contrôle effectif de l'Égypte et du canal de Suez. Héritier d'une situation dans l'impasse, Charles Duclerc manque d'autorité politique et d'influence: il ne réussit ni à obtenir le vote de la gauche, ni à gagner du temps, ni à convaincre le Royaume-Uni — qui, impatient de régler la question et bénéficiant d'un large consensus sur le sujet, a fini par intervenir seul dès le 11 juillet 1882. Il leur laisse donc s'attirer tout le mérite du rétablissement de l'ordre et de l'autorité du Khédive Ismaïl Pacha. Ceci met fin à l'influence française sur l'Égypte et sur l'important canal de Suez au profit de la Grande-Bretagne.
Les mêmes divisions paralysent la politique coloniale, notamment au Tonkin, au Congo ou à Madagascar. Sur le plan intérieur, il se heurte aux émeutes ouvrières de Montceau-les-Mines et est fragilisé par le manifeste du prince Napoléon du 16 janvier 1883 qui relance le débat sur le statut des membres des anciennes familles régnantes. Une proposition des députés Arthur Ballue et Édouard Lockroy qui demande leur exclusion des emplois civils et militaires, divise fortement le gouvernement. Malade, Charles Duclerc annonce finalement sa démission le 28 janvier 1883, en même temps que son ministre de la Guerre (le général Jean-Baptiste Billot) et celui de la Marine et des Colonies (l'amiral Jean Bernardin Jauréguiberry). Il est remplacé par son jeune ministre de l'Intérieur, Armand Fallières, favorable à un compromis avec la Chambre des députés au sujet de la proposition Ballue-Lockroy.

### Dernières années et mort (1883-1888)
De retour au Sénat et au groupe de la Gauche républicaine, Charles Duclerc soutient par la suite tous les ministères républicains qui se succèdent, même s'il s'abstient lors du vote de la loi du 26 juin 1886 interdisant l’accès et le séjour sur le sol français aux chefs des familles royale et impériale ayant régné sur la France, ainsi qu’à leurs fils aînés, et à tous les membres de ces familles de servir dans l'armée. Jules Grévy envisage à nouveau de lui confier la tête du gouvernement après la chute de celui de René Goblet le 17 mai 1887 sur la question des économies à faire dans le budget, mais l'hostilité de la presse radicale pousse finalement le Président à se tourner plutôt vers Maurice Rouvier. Charles Duclerc meurt à Paris en son domicile, 125 boulevard Malesherbes dans le 17e arrondissement, un an plus tard, le 21 juillet 1888.
Il est inhumé à Saint-Pierre-d'Irube.